# 엄지성 (축구 선수)
엄지성(嚴志成, 2002년 5월 9일~)은 대한민국의 축구 선수로 포지션은 공격수이다. 현재 EFL 챔피언십의 스완지 시티와 대한민국 축구 국가대표팀에서 활동하고 있다.

## 구단 경력

### 광주 FC
엄지성은 2021 시즌을 앞두고 광주 FC에 입단하면서 프로 선수 경력을 시작했다.

### 스완지 시티 AFC
2024년 7월 15일 스완지 시티 AFC는 공식 홈페이지를 통해 엄지성의 영입을 발표했다. 엄지성은 스완지 시티와 2028년까지 유효한 4년 계약을 체결했고 등번호로 10번을 받았다. 스완지 시티는 그의 이적료를 공개하지 않았으며 엄지성은 기성용 이후 13년만에 스완지 시티에서 활동하게 된 대한민국 축구 선수가 되었다.

## 국가대표팀 경력

### 대한민국 A
엄지성은 2022년 1월 대한민국 축구 국가대표팀 전지훈련을 앞두고 처음으로 A대표팀에 선발되었다. 2022년 1월 15일에 치러진 대한민국 대표팀과 아이슬란드 축구 국가대표팀과의 경기에서 A대표팀 데뷔전을 가졌고 후반 40분 데뷔골을 기록했다.

## 통산 기록

### 국가대표팀 득점 기록
| # | 경기일     | 경기장소           | 상대팀     | 득점 | 결과 | 비고     |
| - | ---------- | ------------------ | ---------- | ---- | ---- | -------- |
| 1 | 2022/01/15 | 튀르키예, 안탈리아 | 아이슬란드 | 5-1  | 5-1  | 친선경기 |

## 수상 내역
광주 FC
- K리그2: 2022

개인
- K리그2 베스트 11: 2022
- K리그2 영플레이어상: 2022